# Macrosphenus pulitzeri
El picolargo de Pulitzer (Macrosphenus pulitzeri) es una especie de ave paseriforme de la familia Macrosphenidae endémica de Angola. Anteriormente se clasificaba en la familia Sylviidae, hasta que esta se escindió en varias familias.  

## Distribución y hábitat
Es un habitante endémico de Angola. Su hábitat natural son los bosques secos tropicales. Se encuentra amenazado por pérdida de hábitat.